# Universitat Xinesa de Hong Kong
La Universitat Xinesa de Hong Kong (en anglès: The Chinese University of Hong Kong) (CUHK) (en xinès: 香港中文大學) és la segona universitat més antiga de Hong Kong i va ser fundada el 1963 per la fusió de tres col·legis (el New Asia College fundat el 1949, el Chung Chi College el 1951, i el United College el 1956). La universitat es formada per 9 col·legis, i un total de 152 edificis. El campus te aproximadament unes 137 hectàrees i es troba en el districte de Sha Tin, amb vistes sobre el port de Tolo. El programa de MBA (Master Bussiness Administration), és ofert des de 1966, és un dels programes de MBA més antics d'Àsia.

## Institucions acadèmiques

### Facultat d'Administració d'empreses (CUHK Business School)
La Facultat d'Administració d'empreses està acreditada per AACSB International i unifica dues facultats i quatre departaments: l'Escola de Comptabilitat, l'Escola d'Hotelería i Turisme, i els departaments de Ciències de la Decisió i d'Economia Gerencial, Finances, Administració i Màrqueting. De moment un s'ofereix 7 programes títol de grau, sis programes de MBA, quatre programes de Executive MBA, cinc programes de mestratge, així com programes de MPhil-PHD i d'educació executiva. Els esforços de recerca dels professors es concentren principalment a l'evolució actual als mercats emergents, dut a terme pel Center of Institutions and Governance, el Institute of Economics and Finance i el Li & Fung Institute of Supply Chain Management and Logistics. La facultat aspira a formar líders mundials per al segle asiàtic.

#### Programes MBA[4]
Tots els departaments de la Facultat d'Administració d'empreses, incloent l'escola de comptabilitat, ofereixen cursos als programes de MBA. Els estudiants tenen la possibilitat d'especialitzar-se en negocis a la Xina, emprenedoria, finances, i màrqueting. Una especialització doble és possible també. El programa de MBA va obtenir el 28 lloc a nivell mundial en el rànquing de 2012 publicat en el Financial Times.
A més de la possibilitat d'un intercanvi (International Exchange Program) amb una de les diverses universitats associades, CUHK ofereix programes de doble titulació (Dual Degree) amb la Universitat de Texas, HEC Paris, Universitat Erasme de Rotterdam i el MIT. Amb l'excepció d'uns pocs cursos, per exemple cultura xinesa, els cursos són oferts en anglès.
CUHK Business School disposa d'una xarxa de més de 17.000 alumnes, així com un centre de carreres i un programa Elite Mentorship. Anualment els estudiants organitzen una conferència sobre responsabilitat social corporativa (CSR).

##### Temps complet (Full time)
Cal un total de 54 crèdits (un curs val 3) per complir el programa. L'any acadèmic comença en setembre i es compon de trimestres, i d'un període d'estiu, des de juliol fins a agost. El temps d'estudis normatius és de 16 mesos amb opció a una reducció a 12 mesos.

##### Temps parcial (Part time)
Els estudiants poden triar entre un horari de tarda o cap de setmana. Per graduar-se amb una llicenciatura cal un total de 48 crèdits, aconseguit dins un període de 24 mesos.

#### Programes Executive MBA
El programa dura 2 anys i es divideix en quatrimestres. Cada any l'escola de negocis admet entre 40 i 50 estudiants que requereixen un total de 48 crèdits per finalitzar els seus estudis.
Segons el rànquing del Financial Times de 2011, el màster d'administració d'empreses MBA, és el 14 millor del món.

#### One MBA
El programa one MBA és un programa de forma organitzada conjunta de cinc escoles de negocis que estan situats en quatre continents: CUHK, EAESP, EGADE, RSM i UNC. Dura 21 mesos i comença al setembre. Les classes locals es complementen amb classes globals, en els 4 continents amb tots els estudiants matriculats. El programa one MBA va obtenir la posició 22 a nivell mundial en el rànquing de 2010, publicat pel Financial Times.

## Investigadors premiats
- Charles Kuen Kao de 2009 Premi Nobel de Física
- Chen Ning Yang, 1957 Premi Nobel de Física
- James Mirrlees, 1996 Premi del Banc de Suècia en Ciències Econòmiques en memòria d'Alfred Nobel
- Robert Mundell, 1999, Premi del Banc de Suècia en Ciències Econòmiques en memòria d'Alfred Nobel
- Shing-Tung Yau, 1982 Medalla Fields
- Andrew Yao, 2000 Premi Turing

## Alumnes destacats
- John Tong Hon (Filosofia)
- Ada Lai (Música)
- Clarence Mak (Música)
- Hui Cheung-wai (Composició)
- Chan Wing-Wah (Composició)
- Shing-Tung Yau (Matemàtiques)